# 呂南公
呂南公（約1047年—約1086年），字次儒，自號灌園先生，建昌南城（今屬江西）人。
博涉豐富，熙寧中，參加科舉不中，遂絕意科舉，築室灌園，著書立說，以“袞斧”名所居齋，晚年多病。中書舍人曾肇上疏，推薦十科。不久卒。著有《灌園集》。

## 延伸阅读
[在维基数据编辑]
 《宋史·卷444》，出自脱脱《宋史》